# 長戸呂新田
長戸呂新田（ながとろしんでん）は、新潟県新潟市北区の町字。郵便番号は950-3352。

## 概要
1889年（明治22年）から現在の大字。阿賀野川下流右岸に位置する。
もとは江戸時代から1889年（明治22年）まであった長戸呂新田の区域の一部で、1889年（明治22年）に分離した長戸呂新田の内字大瀬柳の区域の一部。

### 隣接する町字
北から東回り順に、以下の町字と隣接する。
- 下土地亀
- 大瀬柳
- 長戸呂
- 大久保
- 大瀬柳
- 高森新田
- 新井郷

## 歴史
享保年間に新発田藩士坂上佐吉が福島潟の開発権を買収して開発。1740年（元文5年）に検地を受ける。

### 分立した町字
1889年（明治22年）以後に、以下の町字が分立。
大瀬柳（おおせやなぎ）
昭和40年代に分立した町字。

### 年表
- 1889年（明治22年）4月1日 : 合併により字大瀬柳が越岡村、字川原毛が亀浦村の大字となる。
- 1901年（明治34年）11月1日 : 合併により岡方村の大字となる。
- 1955年（昭和30年）3月31日 : 合併により豊栄町の大字となる。
- 1970年（昭和45年）11月1日 : 市制の施行により豊栄市の大字となる。
- 2005年（平成17年）3月21日 : 合併により新潟市の大字となる。
- 2007年（平成19年）4月1日 : 新潟市の政令指定都市移行により、北区の大字となる。

## 小・中学校の学区
市立小・中学校に通う場合、学区は以下の通りとなる。
| 番地 | 小学校                 | 中学校             |
| ---- | ---------------------- | ------------------ |
| 全域 | 新潟市立岡方第一小学校 | 新潟市立岡方中学校 |